# Хмур
Хмур (англ. Puddleglum, буквально Лужехмур, варианты перевода: Хандрашка, Зудень) — персонаж книги Клайва Льюиса «Серебряное кресло». Русское название «Хмур» закрепилось после издания классического перевода на русский язык, сделанного Натальей Трауберг. Помимо «Серебряного кресла», где данный персонаж играет ключевую роль, появляется в эпизоде в «Последней битве».
Клайв Льюис говорил, что прообразом Хмура послужил их садовник Фред Паксфорд. Миропонимание и речи Хмура очень напоминают пессимистичную философию Артура Шопенгауэра.

## Описание
Хмур принадлежит к расе кваклей-бродяклей (англ. Marsh-wiggle) — гуманоидных существ, имеющих черты лягушек, в частности, длинные, похожие на лягушачьи, лапы; в книге говорится о его пойкилотермии.
Квакли живут на болотах, в северо-восточной Нарнии. Там они строят вигвамы для своих семей.
Как и хоббиты Джона Рональда Руэла Толкина, квакли-бродякли делают себе одежду сами и не любят резкие перемены и потрясения. Кстати, среди сородичей Хмур, наоборот, слывёт малым легкомысленным и чрезмерно оптимистичным, из-за чего те его беспрестанно поучают: жизнь, мол, не жареная лягушка и не пирог с угрями!

## Характер
Хмур — выраженный пессимист и меланхолик. Вместе с этим он безгранично предан делу Аслана. В споре с Зелёной колдуньей он даже заявляет, что если нет никакого другого мира, кроме её Подземья, то лучше создать воображаемый мир и быть ему преданным, чем гнить в реальной яме, которая никуда не годна. «Я не изменю воображаемому миру — я буду жить как нарниец, даже если нет никакой Нарнии, и буду предан Аслану, даже если нет никакого Аслана!» — смело говорит он. Готов к самопожертвованию ради Льва и друзей.